# Бигельдиев, Махаббат Садуакасович
Махаббат Садуакасович Бигельдиев (каз. Махаббат Сәдуақасұлы Бигелдиев; род. 22 марта 1961, с. Каракыстак, Жамбылский район, Алматинская область, Казахская ССР) — казахстанский государственный деятель, аким города Талдыкоргана (2011—2012) и ряда районов Алматинской и Жетысуской областей.

## Биография
Родился 22 марта 1961 года в селе Каракыстак Жамбылского района Алматинской области.

### Образование
В 1986 году окончил Алма-Атинский архитектурно-строительный институт по специальности «инженер-строитель».
Доктор экономических наук (1988).

### Трудовая деятельность
Трудовую деятельность начал рабочим, затем строителем в совхозе имени Т. Бокина.
В 1986—1989 гг. — главный инженер Куртинского многоотраслевого хозяйства.
В 1989—1991 гг. —  главный архитектор Куртинского района, заместитель председателя Куртинского сельского совета.
В 1991—1996 гг. — директор Куртинского районного предприятия тепловых сетей.
В 1996—1998 гг. — директор Талгарского районного предприятия тепловых сетей.
В 1998—1999 гг. — генеральный директор Алматинского областного предприятия тепловых сетей.
В 1999—2001 гг. — директор предприятий «Алаутрансгаз» и «Жетисугаз».
В 2001—2002 гг. — аким Нуринского сельского округа Талгарского района.
В 2002—2005 гг. — аким Туздыбастауского сельского округа Талгарского района.
В 2005—2007 гг. — заместитель акима Жамбылского и Карасайского районов.
С мая по сентябрь 2009 года — начальник областного управления архитектурно-строительного контроля.
В 2009—2011 гг. — аким Жамбылского района Алматинской области.
В 2011—2012 гг. — аким города Талдыкоргана.
С января по июнь 2012 года — заместитель акима Алматинской области.
В 2012—2013 гг. — аким Панфиловского района Алматинской области.
В 2013—2014 гг. — аким Жамбылского района Алматинской области.
В 2014—2016 гг. — первый заместитель акима Алматинской области.
В 2016—2020 гг. — аким Карасайского района.
В 2020—2024 гг. — директор республиканского государственного предприятия «Казреставрация» Министерства культуры и спорта Республики Казахстан.
С марта 2024 года — депутат Алматинского областного маслихата.

## Награды
- Орден «Курмет» (2011)[1]
- Орден «Парасат» (2016)[1]